# Blair Niles
Mary Blair Rice, más conocida bajo el seudónimo de Blair Niles (Virginia, 15 de junio de 1880 – Nueva York, 13 de abril de 1959) fue una novelista y escritora de viajes estadounidense, y una de las cuatro fundadoras de la Sociedad de Mujeres Geógrafas, junto a Gertrude Emerson Sen, Marguerite Harrison y Gertrude Mathews Shelby.

## Trayectoria
Niles fue hija de Henry Crenshaw Rice y Maria Gordon Rice. El 6 de agosto de 1902 se casó con el oceanógrafo William Beebe y durante el tiempo en el que duró el matrimonio, Niles también escribió bajo el nombre de Mary Blair Beebe. En esta época, vivió entre pueblos indígenas en México, América del Sur, y también en el Sudeste Asiático, trabajando como asistente para su marido y escribiendo junto a él varios libros de viajes. Una vez divorciada de Beebe, a principios de 1913, se casó con el arquitecto Robert Niles Junior, del que adoptó su segundo apellido como seudónimo.
En 1923, publicó Correrías casuales en Ecuador, en 1924 le siguió Colombia: Land of Miracle y en 1937 Peruvian Pageant. En estos libros, se enlaza la cultura contemporánea con el pasado explorando la historia, las tradiciones y las leyendas. En 1926, Niles visitó la colonia penal francesa isla del Diablo en la Guayana francesa, interesada por las condiciones de vida de los presos y donde grabó la vida de René Belbenoit, uno de los prisioneros. Resultado de esta visita, su novela Condemned to Devil's Island de 1928 se convirtió en su mejor venta biográfica. Con este libro, causó tal reacción a nivel internacional que se consiguió hacer reformas en el sistema penitenciario. Su libro de 1931, Strange Brother, una novela de temática gay (su único trabajo en ese género) la situó en la ciudad de Nueva York durante el Renacimiento de Harlem.
En 1944, la Sociedad de Mujeres Geógrafas otorgó a Niles la Medalla de Oro por "sus viajes geográficos e investigaciones presentadas en novelas publicadas y libros de no ficción, que incluyen el sudeste de Asia, Centroamérica y Sudamérica y el Caribe".

### No ficción
- 1923 – Casual Wanderings in Ecuador.
- 1924 – Colombia: Land Of Miracles.
- 1926 – Black Haiti: A Biography of Africa's Eldest Daughter.
- 1937 – Peruvian Pageant, A Journey In Time.
- 1939 – The James: From Iron Gate to the Sea. Rivers of America Series.
- 1943 – Passengers to Mexico: The Last Invasion of the America's.
- 1951 – Martha's Husband: An Informal Portrait of George Washington.

### Ficción
- 1928 – Condemned to Devil's Island. Llevada al cine en 1929 bajo el título Condenado.
- 1930 – Free.
- 1931 – Strange Brother.
- 1934 – Maria Paluna.
- 1936 – Day of the Immense Sun.
- 1941 – East by Day.